# مزنة المسافر
مزنة المسافر أول مخرجة سينمائية عمانية، ولدت عام 1987.

## حياتها
وُلدت مزنة في عام 1987 في مدينة السلطان قابوس بـمسقط، سلطنة عمان. تأثر شغفها بالسينما منذ الطفولة بوالدها، الذي كان يعمل رسامًا ومصورًا. درست الإعلام الجماهيري والعلوم السياسية في جامعة الكويت، ثم واصلت دراستها في السويد حيث التحقت بجامعة ستوكهولم لدراسة السينما السويدية وثقافة التلفزيون عام 2011.
فاز أول أفلامها "النقاب"، بجائزة طلابية في مهرجان الخليج السينمائي في دبي عام 2010. أما فيلمها الثاني "تشولو"، فيتناول قصة أخوين غير شقيقين، أحدهما ذا بشرة داكنة والآخر فاتح البشرة، يلتقيان لأول مرة. وقد حصل فيلمها الثانى على جائزة أفضل سيناريو في مهرجان أبوظبي السينمائي عام 2013، وتم عرضه في جميع أنحاء العالم، منها واشنطن في متحف سميثسونيان في المتحف الوطنى للفن الأفريقي، وأمستردام في متحف آي فيلم، وباريس في معهد العالم العربي، ومهرجان السينما الافريقية، ومهرجان الفيلم اريزونا الدولية في المنافسة، وكيب كود ماساتشوستس في الولايات المتحدة الأمريكية، ومهرجان السينما الجديد في البرازيل، ومتحف العين السينمائى في أمستردام، كما عُرض على قنوات مثل تى فى5 موند، وصوت امريكا.
أخرجت مزنة فيلمين وثائقيين هما: "عنزات دانا"و"بشك" عام 2015، أما فيلمها "تاج الزيتون" (2017) فيتناول معاناة صديقتين – إحداهما مغربية والأخرى عمانية – في مسقط. وفيلمها غيوم(2022) يحكي عن صياد فهود ريفي وابنه في منطقة ظفار.
إلى جانب عملها الإخراجي، شغلت منصب نائب المخرج الفني في مهرجان مسقط السينمائي عام 2018، كما عملت كعضوة في لجان تحكيم المهرجان السعودي للفيلم ومهرجان الكويت السينمائي. تسعى مزنة لدعم صناعة السينما في سلطنة عمان من خلال تنظيم ورش عمل، وعروض أفلام للطلاب في الجامعات مثل جامعة السلطان قابوس، وتشجيع الشباب على الإبداع رغم قلة الموارد.

## الأعمال السينمائية
- النقاب (فيلم قصير، عام 2010).
- تشولو (فيلم قصير، عام 2013).
- بشك (فيلم قصير، عام 2015).
- عنزات دانا (فيلم قصير، عام 2015).
- تاج الزيتون (فيلم قصير، عام 2017).
- غيوم (فيلم قصير، عام 2022).

## الجوائز
- جائزة أفضل فيلم روائى قصير في المهرجان السينمائى الخليجى بالرياض عن فيلمها "غيوم".[9]
- جائزة أفضل سيناريو في مسابقة الأفلام الروائية القصيرة لمهرجان أبو ظبى السينمائى عن فيلمها "تشولو".
- فازت في مسابقة طلابية قصيرة في مهرجان الخليج السينمائى في دبي عن فيلمها الأول "نقاب".[6]